# Byron Howard

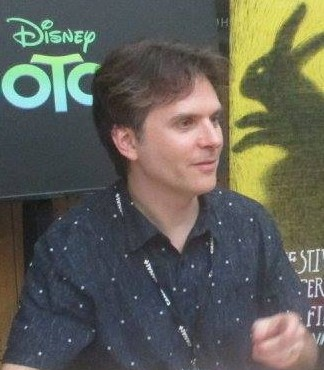
Byron Howard (2015)

Byron P. Howard (* 1968) ist ein US-amerikanischer Animator und Regisseur.

## Leben
Im Alter von 15 Jahren arbeitete Howard als Animator bei der Walt Disney Company, er animierte bei den Disney’s Nine Old Men und war später auch Reiseleiter für die Touren in den Disney’s Hollywood Studios. Im Jahr 2008 führte er mit Chris Williams Regie bei dem Film Bolt – Ein Hund für alle Fälle. Mit Nathan Greno arbeitete er am CGI-Film Rapunzel – Neu verföhnt, der im November 2010 in die US-Kinos kam. Für Zoomania wurde er bei der Oscarverleihung 2017 gemeinsam mit Rich Moore und Clark Spencer mit dem Oscar in der Kategorie Bester animierter Spielfilm ausgezeichnet. 2022 gewann er für Encanto einen zweiten Oscar.

## Filmografie
als Animator:
- 1998: Mulan
- 2002: Lilo & Stitch
- 2003: Bärenbrüder (Brother Bear)
- 2005: Himmel und Huhn (Chicken Little)

als Regisseur:
- 2008: Bolt – Ein Hund für alle Fälle (Bolt)
- 2010: Rapunzel – Neu verföhnt (Tangled)
- 2016: Zoomania (Zootopia)
- 2021: Encanto

als Synchronsprecher
- 2022: Zoomania+ (Zootopia+)